# П'єр II (герцог Бретані)
П'єр II Простий (*Pierre II dit le Simple, 7 липня 1418 — 22 вересня 1457) — герцог Бретані у 1450—1457 роках.

## Життєпис
Походив з роду Дрьо-Монфор. Другий син Жана VI, герцога Бретані, та Жанни Валуа (доньки Карла VI, короля Франції). Народився у 1418 році.
У 1442 році після смерті свого батька П'єр отримав у володіння графство Генгам. Того ж року одружився з донькою Людовика д'Амбуаза. У 1449—1450 роках разом зі своїм старшим братом, герцогом Франциском I, П'єр брав участь у військових діях проти англійців в Нормандії, зокрема в захоплені міст Кутанс, Сен-Лон, Ферн.
У червні 1450 роки після смерті брата-герцога Франциска I П'єр успадкував Бретань, а також титули графів де Монфор і де Річмонд. Того ж року у місті Монбазон (неподалік від Туру) приніс оммаж Карлу VII, королю Франції. 1451 року наказав судити та стратити вбивць його молодшого брата Жиля.
П'єр II віддалив від свого двору та з почту прихильників союзу з Францією, проте продовжив підтримувати французького короля проти Англії. Разом з тим він дозволив бретонцям битися на боці французів.
В той же час Бретонський герцог намагається домогтися самостійності Бретані. Він підтримував прямі відносини з іноземними правителями і підписав у 1451 році договори з королівствами Кастилія та Португалія. У внутрішній політиці намагався розширити коло прихильників, створивши 3 нових баронів — Дерваль, Ранегель, Малестрой.
Бретонський флот на чолі із Жаном Келеннеком блокував місто-порт Бордо в 1453 році і висадив десант з 8000 солдатів, які зайняли його. Того ж року герцог П'єр II брав участь у битві при Кастильйоні, якою завершено Столітню війну.
У 1455 році з огляду на бездітність свого шлюбу П'єр II вирішив одружити свою небогу Маргариту з родичем другого ступеня Франциском, графом Етамп. Для вирішення цього питання скликав Генеральні штати у м. Ванн, які схвалили рішення герцога.
1457 року герцог помер в Нанті. Йому успадковував стрийко — Артур, граф Річмонд.

## Характер
Сучасники характеризували герцога П'єра II Простого як несміливого, важкого на прийняття рішення, схильного до нападів жорстокості та перепадів настрою. Крім того, мав слабке здоров'я.

## Родина
Дружина — Франсуаза, донька Людовика д'Амбуаза, графа де Гін і віконта де Туар. Дітей не було.